# Kärkkäänjärvi
Kärkkäänjärvi eller Kärkkäinen är en sjö i Finland. Den ligger i kommunen Utajärvi i landskapet Norra Österbotten, i den centrala delen av landet, 600 km norr om huvudstaden Helsingfors. Kärkkäänjärvi ligger 134 meter över havet. Arean är 44,1 hektar och strandlinjen är 2,78 kilometer lång. Sjön  ingår i Kiminge älvs huvudavrinningsområde. 